# Mireanți, Pazardjik
Mireanți (în bulgară Мирянци) este un sat în comuna Pazardjik, regiunea Pazardjik,  Bulgaria. 

## Demografie
Componența etnică a satului Mireanți
     Bulgari (96,65%)
     Nicio identificare (3,34%)
     Altele (0%)
La recensământul din 2011, populația satului Mireanți era de 568 locuitori. Din punct de vedere etnic, majoritatea locuitorilor (96,65%) erau bulgari. Pentru 3,34% din locuitori nu este cunoscută apartenența etnică.